# Кизион
Кизион (фр. Cuzion) насеље је и општина у централној Француској у региону Центар (регион), у департману Ендр која припада префектури la Châtre.
По подацима из 2011. године у општини је живело 443 становника, а густина насељености је износила 24,01 становника/km². Општина се простире на површини од 18,45 km². Налази се на средњој надморској висини од 270 метара (максималној 287 m, а минималној 135 m).

## Демографија
| 1962. | 1968. | 1975. | 1982. | 1990. | 1999. | 2011. |
| ----- | ----- | ----- | ----- | ----- | ----- | ----- |
| 673   | 757   | 618   | 562   | 524   | 504   | 443   |

График промене броја становника у току последњих година